# Virginio Rosetta
Virginio Rosetta, a volte riportato anche come Virgilio Rosetta (Vercelli, 24 febbraio 1902 – Torino, 29 marzo 1975), è stato un calciatore e allenatore di calcio italiano, di ruolo terzino destro metodista.
Soprannominato Viri, abbreviazione del suo nome, ha vinto otto campionati di lega, due con la Pro Vercelli e sei con la Juventus, club quest'ultimo nel quale militò per quattordici anni diventando uno dei suoi uomini-simbolo (nonché suo capitano dal 1929 al 1935); con l'Italia ha vinto, inoltre, due Coppe Internazionali (1927-1930 e 1933-1935) e un campionato mondiale (1934).
Assieme al portiere Gianpiero Combi e al terzino Umberto Caligaris, compagni di squadra nella Juventus e nazionale, Rosetta formò quella che è ritenuta dalla stampa specializzata la miglior linea difensiva di tutti i tempi espressa nel calcio italiano e una delle migliori nella storia della disciplina.
Il passaggio di proprietà di Rosetta dalla Pro Vercelli alla Juventus, ufficializzato nel 1924 a fronte del pagamento di 50 000 lire, è ritenuto il primo caso di transazione economica di calciomercato fra due società avvenuto nella storia del calcio italiano.

## Caratteristiche tecniche
Terzino metodista, inizialmente attaccante, spiccava nella capacità di lettura del gioco: ciò lo rese un abile regista difensivo, in grado di fare ripartire la manovra offensiva della sua squadra – anticipando i futuri compiti del libero –, assurgendo inoltre quale primo difensore capace di imporsi nel ruolo, nella storia del calcio italiano, prettamente per le proprie qualità tecniche rispetto a quelle atletiche.
Affiancato in campo prima da Luigi Allemandi (1925-1928) e poi da Umberto Caligaris (1928-1935), con cui eccellerà nel ruolo, nell'economia del gioco di squadra era molto d'aiuto ai compagni nei tempi d'intervento. Vantava infine una notevole potenza di tiro.

## Carriera

### Club

#### Inizi e Pro Vercelli
Crebbe nella natia Vercelli, dove inizio già a cinque a tirare i primi calci a un pallone, fondando a dieci anni una società calcistica di coetanei, denominata Sezione Propaganda, con cui ebbe modo di affrontare la squadra Sports, in cui invece giocava Umberto Caligaris, futuro compagno di squadra alla Juventus e in nazionale. Si trasferì in seguito a Milano per studiare, e giocò tra le file della società Bambini Nerazzurri.

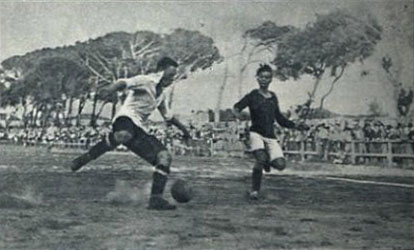
Rosetta (a sinistra) in azione alla Pro Vercelli, contro il bolognese Pozzi, nella finale Nord del campionato di Prima Categoria 1920-1921.

Poco tempo dopo tornò nella città natale e giocò tra le file del 20º Autoparco, dove fu notato dai dirigenti della Pro Vercelli, che lo aggregarono alla rosa. Esordì con il club vercellese all'età di diciassette anni, giocando come attaccante, nel primo campionato dopo la Grande Guerra, nel 1919-1920. Con la squadra piemontese giocò una buona stagione 1922-1923 in Prima Divisione con 25 presenze e 7 gol. In seguito l'allenatore decise di schierarlo come terzino, facendolo esordire nel nuovo ruolo nella partita di campionato contro la Juventus. Vinse il suo primo titolo tricolore nel 1920-1921 e si ripeté nel 1921-1922, nel campionato C.C.I.

#### Juventus
Nel 1923 Rosetta si dimise dalla Pro Vercelli per accasarsi alla Juventus, dove poté godere di uno stipendio che non percepiva quando giocava alla Pro. Il presidente vercellese Luigi Bozino, tuttavia, si oppose al trasferimento del calciatore e la Lega Nord, guidata dall'avvocato Ulisse Baruffini del Milan, assegnò a tavolino agli avversari la vittoria in tre gare giocate dai torinesi con Rosetta in campo. La decisione di Baruffini scatenò l'ira della dirigenza del club bianconero e un "braccio di ferro" tra Lega e FIGC noto come Caso Rosetta, il quale si concluse con il commissariamento della Federazione e la conferma della sanzione alla Juventus. Dopo mesi di riunioni e consigli generali, la Pro Vercelli accettò l'addio di Rosetta dietro un compenso in denaro pattuito con la società di Edoardo Agnelli e la questione si chiuse.

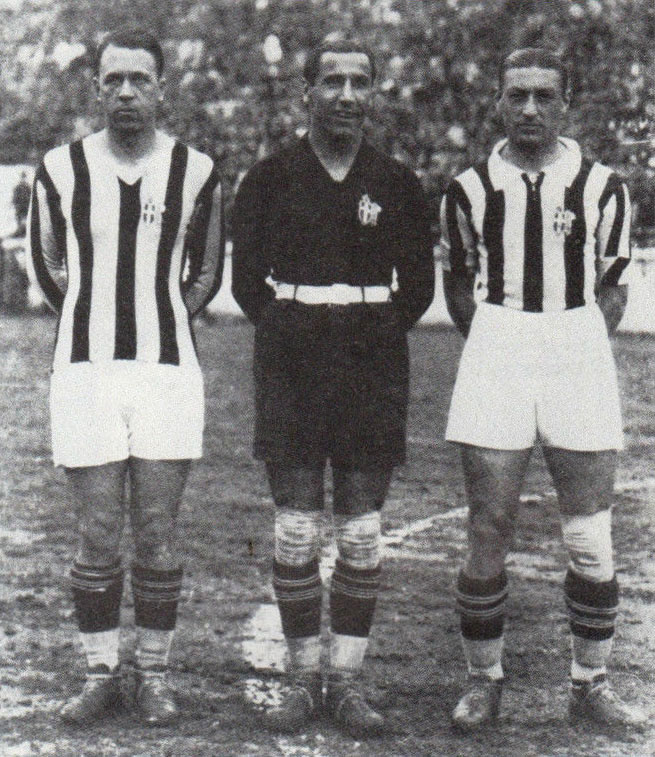
Rosetta (a sinistra) assieme al portiere Combi e al compagno di reparto Caligaris, il Trio dei ragionieri pluricampione d'Italia nella Juventus e campione del mondo in nazionale.

Successivamente Rosetta incappò ancora nelle maglie della giustizia sportiva, stavolta in occasione del Caso Allemandi, scandalo che determinò la revoca dello scudetto 1926-1927 al Torino. In tale circostanza il presidente federale Leandro Arpinati prosciolse subito Rosetta da ogni accusa; nonostante ciò, i sospetti – mai provati – sul presunto coinvolgimento nella vicenda continuarono suo malgrado ad accompagnarlo nei decenni successivi.
In maglia juventina Rosetta vinse il suo terzo scudetto nel 1926, campionato in cui, eccellendo in coppia difensiva con Luigi Allemandi e con il portiere Gianpiero Combi, stabilì il record d'imbattibilità del calcio italiano (934') – poi superato solo novant'anni più tardi da un'altra retroguarda juventina, quella Buffon-Barzagli-Bonucci-Chiellini (974') –; in seguito fu tra i protagonisti della squadra che dominò la scena nazionale per la prima metà degli anni 1930 con cinque titoli consecutivi.
Si ritirò all'età di trentaquattro anni, nel 1936, dopo tredici anni da titolare a Torino, per un totale di 338 gare, vincendo ben otto campionati italiani ante e post girone unico.

### Nazionale
Esordì in maglia azzurra il 31 agosto 1920, ai Giochi Olimpici di Anversa 1920, contro la Norvegia. Il primo periodo in nazionale fece coppia con Renzo De Vecchi, quindi fu rimpiazzato per un periodo da Umberto Caligaris nel ruolo di terzino destro.
In nazionale giocò un totale di 52 partite, l'ultima delle quali contro gli Stati Uniti nel campionato del mondo 1934, vinto dall'Italia padrona di casa. Il 2 dicembre 1933, alla vigilia della sua cinquantesima presenza in azzurro, fu nominato Cavaliere della Corona d'Italia. Fu poi sostituito nel ruolo di terzino destro dal bolognese Eraldo Monzeglio.

## Statistiche

### Cronologia presenze e reti in nazionale
| Cronologia completa delle presenze e delle reti in nazionale ― Italia | Cronologia completa delle presenze e delle reti in nazionale ― Italia | Cronologia completa delle presenze e delle reti in nazionale ― Italia | Cronologia completa delle presenze e delle reti in nazionale ― Italia | Cronologia completa delle presenze e delle reti in nazionale ― Italia | Cronologia completa delle presenze e delle reti in nazionale ― Italia | Cronologia completa delle presenze e delle reti in nazionale ― Italia | Cronologia completa delle presenze e delle reti in nazionale ― Italia |
| Data                                                                  | Città                                                                 | In casa                                                               | Risultato                                                             | Ospiti                                                                | Competizione                                                          | Reti                                                                  | Note                                                                  |
| --------------------------------------------------------------------- | --------------------------------------------------------------------- | --------------------------------------------------------------------- | --------------------------------------------------------------------- | --------------------------------------------------------------------- | --------------------------------------------------------------------- | --------------------------------------------------------------------- | --------------------------------------------------------------------- |
| 31-8-1920                                                             | Anversa                                                               | Norvegia                                                              | 1 – 2 dts                                                             | Italia                                                                | Olimpiadi 1920 - Consolazione 1º turno                                | -                                                                     |                                                                       |
| 20-2-1921                                                             | Marsiglia                                                             | Francia                                                               | 1 – 2                                                                 | Italia                                                                | Amichevole                                                            | -                                                                     |                                                                       |
| 6-3-1921                                                              | Milano                                                                | Italia                                                                | 2 – 1                                                                 | Svizzera                                                              | Amichevole                                                            | -                                                                     |                                                                       |
| 5-5-1921                                                              | Anversa                                                               | Belgio                                                                | 2 – 3                                                                 | Italia                                                                | Amichevole                                                            | -                                                                     |                                                                       |
| 8-5-1921                                                              | Amsterdam                                                             | Paesi Bassi                                                           | 2 – 2                                                                 | Italia                                                                | Amichevole                                                            | -                                                                     |                                                                       |
| 9-3-1924                                                              | Milano                                                                | Italia                                                                | 0 – 0                                                                 | Spagna                                                                | Amichevole                                                            | -                                                                     |                                                                       |
| 6-4-1924                                                              | Budapest                                                              | Ungheria                                                              | 7 – 1                                                                 | Italia                                                                | Amichevole                                                            | -                                                                     |                                                                       |
| 25-5-1924                                                             | Colombes                                                              | Italia                                                                | 1 – 0                                                                 | Spagna                                                                | Olimpiadi 1924 - Qualificazione                                       | -                                                                     |                                                                       |
| 29-5-1924                                                             | Parigi                                                                | Lussemburgo                                                           | 0 – 2                                                                 | Italia                                                                | Olimpiadi 1924 - Ottavi di finale                                     | -                                                                     |                                                                       |
| 2-6-1924                                                              | Parigi                                                                | Svizzera                                                              | 2 – 1                                                                 | Italia                                                                | Olimpiadi 1924 - Quarti di finale                                     | -                                                                     |                                                                       |
| 14-6-1925                                                             | Valencia                                                              | Spagna                                                                | 1 – 0                                                                 | Italia                                                                | Amichevole                                                            | -                                                                     |                                                                       |
| 18-6-1925                                                             | Lisbona                                                               | Portogallo                                                            | 1 – 0                                                                 | Italia                                                                | Amichevole                                                            | -                                                                     |                                                                       |
| 17-1-1926                                                             | Torino                                                                | Italia                                                                | 3 – 1                                                                 | Cecoslovacchia                                                        | Amichevole                                                            | -                                                                     |                                                                       |
| 21-3-1926                                                             | Torino                                                                | Italia                                                                | 3 – 0                                                                 | Irlanda                                                               | Amichevole                                                            | -                                                                     |                                                                       |
| 18-7-1926                                                             | Stoccolma                                                             | Svezia                                                                | 5 – 3                                                                 | Italia                                                                | Amichevole                                                            | -                                                                     |                                                                       |
| 28-10-1926                                                            | Praga                                                                 | Cecoslovacchia                                                        | 3 – 1                                                                 | Italia                                                                | Amichevole                                                            | -                                                                     |                                                                       |
| 30-1-1927                                                             | Ginevra                                                               | Svizzera                                                              | 1 – 5                                                                 | Italia                                                                | Amichevole                                                            | -                                                                     |                                                                       |
| 20-2-1927                                                             | Milano                                                                | Italia                                                                | 2 – 2                                                                 | Cecoslovacchia                                                        | Amichevole                                                            | -                                                                     |                                                                       |
| 17-4-1927                                                             | Torino                                                                | Italia                                                                | 3 – 1                                                                 | Portogallo                                                            | Amichevole                                                            | -                                                                     |                                                                       |
| 24-4-1927                                                             | Parigi                                                                | Francia                                                               | 3 – 3                                                                 | Italia                                                                | Amichevole                                                            | -                                                                     |                                                                       |
| 1-1-1928                                                              | Genova                                                                | Italia                                                                | 3 – 2                                                                 | Cecoslovacchia                                                        | Coppa Internazionale 1927-1930                                        | -                                                                     |                                                                       |
| 25-3-1928                                                             | Roma                                                                  | Italia                                                                | 4 – 3                                                                 | Ungheria                                                              | Coppa Internazionale 1927-1930                                        | -                                                                     |                                                                       |
| 29-5-1928                                                             | Amsterdam                                                             | Francia                                                               | 3 – 4                                                                 | Italia                                                                | Olimpiadi 1928 - Ottavi di finale                                     | -                                                                     |                                                                       |
| 1-6-1928                                                              | Amsterdam                                                             | Spagna                                                                | 1 – 1 dts                                                             | Italia                                                                | Olimpiadi 1928 - Quarti di finale                                     | -                                                                     |                                                                       |
| 4-6-1928                                                              | Amsterdam                                                             | Spagna                                                                | 1 – 7                                                                 | Italia                                                                | Olimpiadi 1928 - Quarti di finale (ripetizione)                       | -                                                                     | [ 17 ]                                                                |
| 7-6-1928                                                              | Amsterdam                                                             | Uruguay                                                               | 3 – 2                                                                 | Italia                                                                | Olimpiadi 1928 - Semifinale                                           | -                                                                     |                                                                       |
| 14-10-1928                                                            | Zurigo                                                                | Svizzera                                                              | 2 – 3                                                                 | Italia                                                                | Coppa Internazionale 1927-1930                                        | -                                                                     |                                                                       |
| 11-11-1928                                                            | Roma                                                                  | Italia                                                                | 2 – 2                                                                 | Austria                                                               | Amichevole                                                            | -                                                                     |                                                                       |
| 2-12-1928                                                             | Milano                                                                | Italia                                                                | 3 – 2                                                                 | Paesi Bassi                                                           | Amichevole                                                            | -                                                                     |                                                                       |
| 3-3-1929                                                              | Bologna                                                               | Italia                                                                | 4 – 2                                                                 | Cecoslovacchia                                                        | Coppa Internazionale 1927-1930                                        | -                                                                     | cap.                                                                  |
| 7-4-1929                                                              | Vienna                                                                | Austria                                                               | 3 – 0                                                                 | Italia                                                                | Coppa Internazionale 1927-1930                                        | -                                                                     |                                                                       |
| 28-4-1929                                                             | Torino                                                                | Italia                                                                | 1 – 2                                                                 | Germania                                                              | Amichevole                                                            | -                                                                     |                                                                       |
| 1-12-1929                                                             | Milano                                                                | Italia                                                                | 6 – 1                                                                 | Portogallo                                                            | Amichevole                                                            | -                                                                     |                                                                       |
| 9-2-1930                                                              | Roma                                                                  | Italia                                                                | 4 – 2                                                                 | Svizzera                                                              | Amichevole                                                            | -                                                                     |                                                                       |
| 2-3-1930                                                              | Francoforte                                                           | Germania                                                              | 0 – 2                                                                 | Italia                                                                | Amichevole                                                            | -                                                                     |                                                                       |
| 6-4-1930                                                              | Amsterdam                                                             | Paesi Bassi                                                           | 1 – 1                                                                 | Italia                                                                | Amichevole                                                            | -                                                                     |                                                                       |
| 22-6-1930                                                             | Bologna                                                               | Italia                                                                | 2 – 3                                                                 | Spagna                                                                | Amichevole                                                            | -                                                                     |                                                                       |
| 25-1-1931                                                             | Bologna                                                               | Italia                                                                | 5 – 0                                                                 | Francia                                                               | Amichevole                                                            | -                                                                     |                                                                       |
| 19-4-1931                                                             | Bilbao                                                                | Spagna                                                                | 0 – 0                                                                 | Italia                                                                | Amichevole                                                            | -                                                                     |                                                                       |
| 13-12-1931                                                            | Torino                                                                | Italia                                                                | 3 – 2                                                                 | Ungheria                                                              | Coppa Internazionale 1931-1932                                        | -                                                                     | cap.                                                                  |
| 14-2-1932                                                             | Napoli                                                                | Italia                                                                | 3 – 0                                                                 | Svizzera                                                              | Coppa Internazionale 1931-1932                                        | -                                                                     | cap.                                                                  |
| 20-3-1932                                                             | Vienna                                                                | Austria                                                               | 2 – 1                                                                 | Italia                                                                | Coppa Internazionale 1931-1932                                        | -                                                                     | cap.                                                                  |
| 10-4-1932                                                             | Parigi                                                                | Francia                                                               | 1 – 2                                                                 | Italia                                                                | Amichevole                                                            | -                                                                     | cap.                                                                  |
| 8-5-1932                                                              | Budapest                                                              | Ungheria                                                              | 1 – 1                                                                 | Italia                                                                | Coppa Internazionale 1931-1932                                        | -                                                                     | cap.                                                                  |
| 12-2-1933                                                             | Bruxelles                                                             | Belgio                                                                | 2 – 3                                                                 | Italia                                                                | Amichevole                                                            | -                                                                     | cap.                                                                  |
| 2-4-1933                                                              | Ginevra                                                               | Svizzera                                                              | 0 – 3                                                                 | Italia                                                                | Coppa Internazionale 1933-1935                                        | -                                                                     |                                                                       |
| 7-5-1933                                                              | Firenze                                                               | Italia                                                                | 2 – 0                                                                 | Cecoslovacchia                                                        | Coppa Internazionale 1933-1935                                        | -                                                                     |                                                                       |
| 13-5-1933                                                             | Roma                                                                  | Italia                                                                | 1 – 1                                                                 | Inghilterra                                                           | Amichevole                                                            | -                                                                     |                                                                       |
| 22-10-1933                                                            | Budapest                                                              | Ungheria                                                              | 0 – 1                                                                 | Italia                                                                | Coppa Internazionale 1933-1935                                        | -                                                                     |                                                                       |
| 3-12-1933                                                             | Firenze                                                               | Italia                                                                | 5 – 2                                                                 | Svizzera                                                              | Coppa Internazionale 1933-1935                                        | -                                                                     |                                                                       |
| 11-2-1934                                                             | Torino                                                                | Italia                                                                | 2 – 4                                                                 | Austria                                                               | Coppa Internazionale 1933-1935                                        | -                                                                     |                                                                       |
| 27-5-1934                                                             | Roma                                                                  | Italia                                                                | 7 – 1                                                                 | Stati Uniti                                                           | Mondiali 1934 - Ottavi di finale                                      | -                                                                     | cap.                                                                  |
| Totale                                                                |                                                                       | Presenze                                                              | 52                                                                    |                                                                       | Reti                                                                  | 0                                                                     |                                                                       |

## Palmarès

### Giocatore

#### Club
- Campionato italiano: 8

Pro Vercelli: 1920-1921, 1921-1922
Juventus: 1925-1926, 1930-1931, 1931-1932, 1932-1933, 1933-1934, 1934-1935

#### Nazionale
- Bronzo olimpico: 1

Amsterdam 1928
- Coppa Internazionale: 2

1927-1930, 1933-1935
- Campionato mondiale: 1

Italia 1934

### Allenatore
- Coppa Italia: 1

Juventus: 1937-1938
- Campionato italiano di Serie B: 1

Palermo: 1947-1948 (girone C)